# Castello di Örebro
Il castello di Örebro è uno degli edifici storici della Svezia. Si trova a Örebro.

## Storia e descrizione
Il castello di Örebro, risalente al 1254, fu fatto innalzare a presidio della città di Örebro e dell'imboccatura del lago Hjälmaren. In seguito, per ottenere ulteriori spazi abitativi, il castello di Örebro fu modificato e trasformato in una residenza elegante. Nel '500 gli alloggi furono nuovamente ampliati e, nel 1573, vennero aggiunte le poderose torri, una diversa dall'altra.

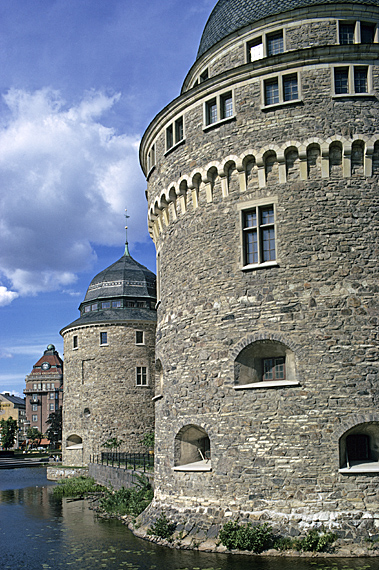
Le torri del castello di Örebro

Nel Seicento, quando era ormai chiaro che i tradizionali impianti di difesa non sarebbero più stati in grado di resistere a un attacco condotto con le moderne tecniche militari, Örebro passò alla famiglia reale svedese, che lo trasformò in una elegante residenza estiva, dotandolo di interni barocchi. I sovrani apprezzarono talmente tanto il castello, che lo utilizzarono per le cerimonie ufficiali, come per l'incoronazione di Gustavo II Adolfo e la successiva emanazione della legge che stabiliva la solennità dei diritti nobiliari. Inoltre, nel 1810, il castello fu testimone dell'incoronazione a re di Svezia di Jean-Baptiste Jules Bernadotte, ministro della guerra ed ex generale dell'esercito francese.
Il Re Carlo XIII di Svezia, infatti, non aveva figli e adottò formalmente Bernadotte per farlo salire al trono. Nel 1818 divenne re con il nome di Carlo XIV di Svezia, e gli attuali sovrani svedesi discendono da lui.

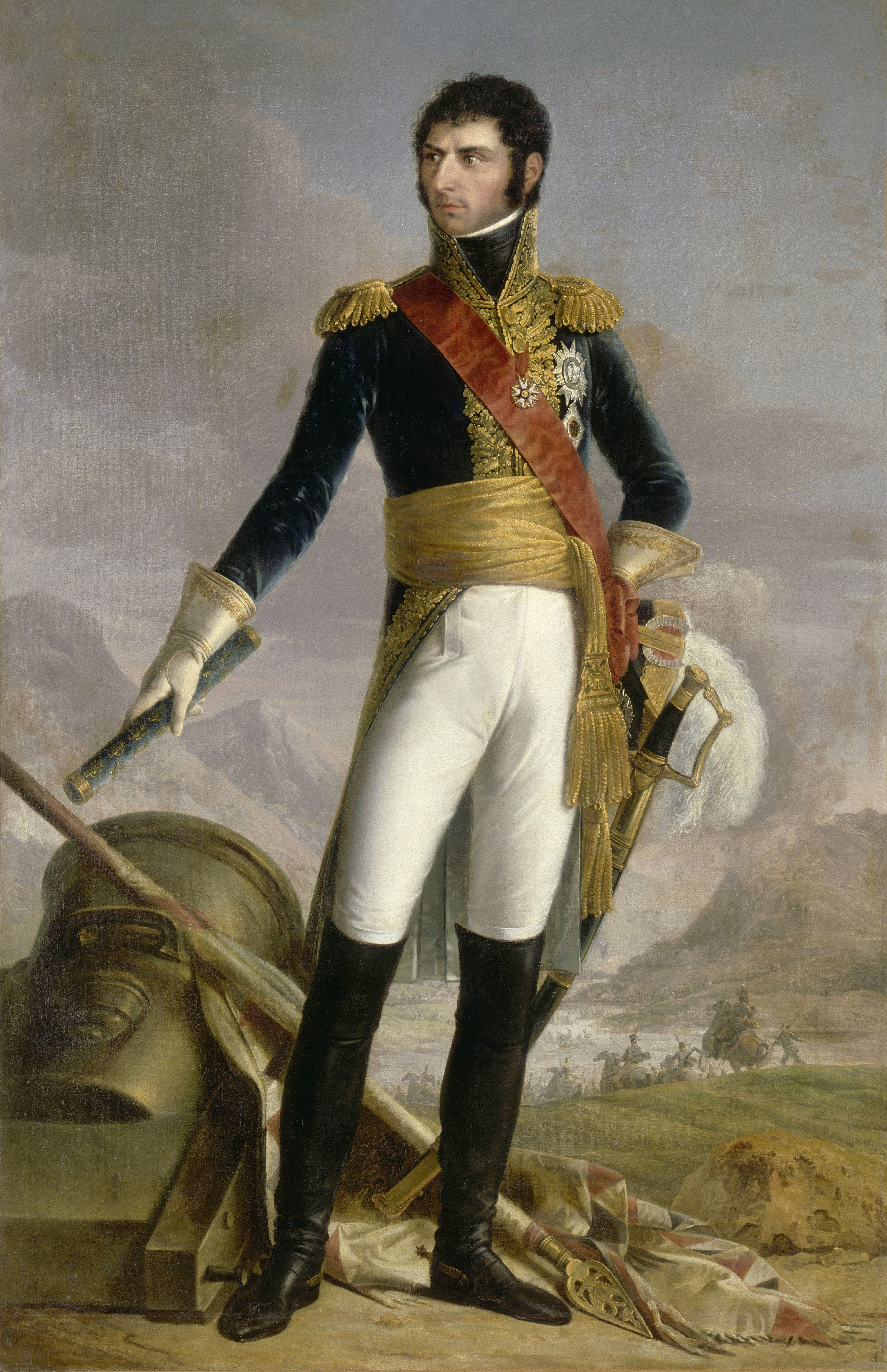
Jean-Baptiste Jules Bernadotte, re Carlo XIV

Oggi il castello è usato come municipio di Örebro, ma contiene anche alcuni uffici dell'amministrazione regionale dello Svealand.